# آمبرولائوری
آمبرولائوری (به گرجی: ამბროლაური) شهری در استان راچا-لچخومی و کومو سوانتی گرجستان است. جمعیت این شهر طبق سرشماری سال ۲۰۰۹ میلادی ۲٬۴۰۰ نفر بوده‌است.

## آب و هوا
| داده‌های اقلیم آمبرولائوری               | داده‌های اقلیم آمبرولائوری | داده‌های اقلیم آمبرولائوری | داده‌های اقلیم آمبرولائوری | داده‌های اقلیم آمبرولائوری | داده‌های اقلیم آمبرولائوری | داده‌های اقلیم آمبرولائوری | داده‌های اقلیم آمبرولائوری | داده‌های اقلیم آمبرولائوری | داده‌های اقلیم آمبرولائوری | داده‌های اقلیم آمبرولائوری | داده‌های اقلیم آمبرولائوری | داده‌های اقلیم آمبرولائوری | داده‌های اقلیم آمبرولائوری |
| ماه                                     | ژانویه                    | فوریه                     | مارس                      | آوریل                     | مه                        | ژوئن                      | ژوئیه                     | اوت                       | سپتامبر                   | اکتبر                     | نوامبر                    | دسامبر                    | سال                       |
| --------------------------------------- | ------------------------- | ------------------------- | ------------------------- | ------------------------- | ------------------------- | ------------------------- | ------------------------- | ------------------------- | ------------------------- | ------------------------- | ------------------------- | ------------------------- | ------------------------- |
| سابقهٔ بیش‌ترین °C (°F)                   | ۱۷٫۰ (۶۳)                 | ۲۳٫۰ (۷۳)                 | ۲۸٫۰ (۸۲)                 | ۳۳٫۵ (۹۲)                 | ۳۵٫۵ (۹۶)                 | ۳۶٫۲ (۹۷)                 | ۴۱٫۸ (۱۰۷)                | ۴۱٫۲ (۱۰۶)                | ۳۹٫۵ (۱۰۳)                | ۳۳٫۵ (۹۲)                 | ۲۴٫۲ (۷۶)                 | ۱۹٫۷ (۶۷)                 | ۴۱٫۸ (۱۰۷)                |
| میانگین بیش‌ترین °C (°F)                 | ۵٫۲ (۴۱)                  | ۷٫۴ (۴۵)                  | ۱۲٫۸ (۵۵)                 | ۱۹٫۰ (۶۶)                 | ۲۳٫۶ (۷۴)                 | ۲۶٫۸ (۸۰)                 | ۲۹٫۴ (۸۵)                 | ۲۹٫۹ (۸۶)                 | ۲۶٫۰ (۷۹)                 | ۲۰٫۲ (۶۸)                 | ۱۲٫۷ (۵۵)                 | ۶٫۹ (۴۴)                  | ۱۸٫۳ (۶۵)                 |
| میانگین روزانه °C (°F)                  | ۰٫۰ (۳۲)                  | ۱٫۴ (۳۵)                  | ۵٫۸ (۴۲)                  | ۱۱٫۴ (۵۳)                 | ۱۵٫۶ (۶۰)                 | ۱۹٫۱ (۶۶)                 | ۲۲٫۱ (۷۲)                 | ۲۲٫۲ (۷۲)                 | ۱۸٫۱ (۶۵)                 | ۱۲٫۵ (۵۵)                 | ۶٫۳ (۴۳)                  | ۱٫۷ (۳۵)                  | ۱۱٫۳ (۵۲)                 |
| میانگین کم‌ترین °C (°F)                  | −۳٫۸ (۲۵)                 | −۳٫۰ (۲۷)                 | ۰٫۷ (۳۳)                  | ۵٫۵ (۴۲)                  | ۹٫۴ (۴۹)                  | ۱۳٫۲ (۵۶)                 | ۱۶٫۵ (۶۲)                 | ۱۶٫۳ (۶۱)                 | ۱۲٫۲ (۵۴)                 | ۷٫۰ (۴۵)                  | ۱٫۸ (۳۵)                  | −۲٫۰ (۲۸)                 | ۶٫۲ (۴۳)                  |
| سابقهٔ کم‌ترین °C (°F)                    | −۱۷٫۸ (۰)                 | −۱۸٫۸ (−۲)                | −۱۲٫۴ (۱۰)                | −۵٫۵ (۲۲)                 | ۰٫۰ (۳۲)                  | ۴٫۵ (۴۰)                  | ۵٫۵ (۴۲)                  | ۷٫۰ (۴۵)                  | ۱٫۰ (۳۴)                  | −۳٫۵ (۲۶)                 | −۹٫۰ (۱۶)                 | −۱۹٫۰ (−۲)                | −۱۹٫۰ (−۲)                |
| بارندگی میلی‌متر (اینچ)                  | ۹۶٫۵ (۳٫۸)                | ۷۰٫۸ (۲٫۷۹)               | ۷۷٫۱ (۳٫۰۴)               | ۸۴٫۲ (۳٫۳۱)               | ۹۸٫۷ (۳٫۸۹)               | ۹۶٫۰ (۳٫۷۸)               | ۸۴٫۸ (۳٫۳۴)               | ۷۹٫۸ (۳٫۱۴)               | ۸۶٫۴ (۳٫۴)                | ۱۱۵٫۹ (۴٫۵۶)              | ۱۰۸٫۷ (۴٫۲۸)              | ۱۰۰٫۳ (۳٫۹۵)              | ۱٬۱۱۲٫۴ (۴۳٫۸)            |
| منبع: World Meteorological Organization |                           |                           |                           |                           |                           |                           |                           |                           |                           |                           |                           |                           |                           |